# روبيرتو هيلبيرت
روبيرتو هيلبيرت (بالألمانية: Roberto Hilbert)‏ (مواليد 16 أكتوبر 1984 في فورتشهايم - ألمانيا الغربية) لاعب كرة قدم ألماني يلعب حاليا لصالح نادي الدوري التركي بشيكتاش منذ 2010 في مركز الوسط المحوري كما يجيد اللعب في مركز الجناح الأيمن .

## روابط خارجية
- روبيرتو هيلبيرت على موقع الاتحاد الأوربي (الإنجليزية)
- روبيرتو هيلبيرت على موقع اتحاد تركيا (لاعب) (الإنجليزية)
- روبيرتو هيلبيرت على موقع قاعدة بيانات كرة القدم.إي يو (الإنجليزية)
- روبيرتو هيلبيرت على موقع بيانات كرة القدم. دي إي (الألمانية)
- روبيرتو هيلبيرت على موقع ناشيونال فوتبول تيمز (الإنجليزية)
- روبيرتو هيلبيرت على موقع Soccerway.com (الإنجليزية)
- روبيرتو هيلبيرت على موقع عالم كرة القدم.نت (الإنجليزية)
- روبيرتو هيلبيرت على موقع كووورة
- روبيرتو هيلبيرت على موقع AS.com (الإسبانية)